# Scottish League Cup 2011/12
Der Scottish League Cup wurde 2011/12 zum 66. Mal ausgespielt. Der schottische Ligapokal, der unter den Teilnehmern der Scottish Football League und der Scottish Premier League ausgetragen wird, begann am 30. Juli 2011 und endete mit dem Finale am 18. März 2011. Wurde ein Duell nach 90 Minuten plus Verlängerung nicht entschieden, kam es zum Elfmeterschießen. Der FC Kilmarnock gewann den Titel zum ersten Mal in der Klubgeschichte im Finalspiel gegen Celtic Glasgow.

## 1. Runde
Ausgetragen wurden die Begegnungen am 30. Juli 2011.
|                       | Ergebnis              |                      |
| --------------------- | --------------------- | -------------------- |
| Airdrie United        | 5:0                   | Stirling Albion      |
| Albion Rovers         | 2:4                   | FC Falkirk           |
| Alloa Athletic        | 0:3                   | Greenock Morton      |
| Annan Athletic        | 1:2                   | Dunfermline Athletic |
| Brechin City          | 2:4 n. V.             | FC Clyde             |
| FC Cowdenbeath        | 2:2 n. V. (3:4 i. E.) | FC Stenhousemuir     |
| FC Dumbarton          | 0:4                   | FC Dundee            |
| FC East Fife          | 2:1                   | Elgin City           |
| FC East Stirlingshire | 0:3                   | Ayr United           |
| Forfar Athletic       | 2:0                   | FC Peterhead         |
| FC Livingston         | 6:0                   | FC Arbroath          |
| FC Montrose           | 1:4                   | Raith Rovers         |
| Partick Thistle       | 1:3                   | Berwick Rangers      |
| Queen of the South    | 2:1                   | FC Stranraer         |
| Ross County           | 2:1                   | FC Queen’s Park      |

## 2. Runde
Ausgetragen wurden die Begegnungen am 23. und 24. August 2011.
|                     | Ergebnis |                              |
| ------------------- | -------- | ---------------------------- |
| Hibernian Edinburgh | 5:0      | Berwick Rangers              |
| FC East Fife        | 2:1      | Dunfermline Athletic         |
| FC St. Johnstone    | 3:0      | FC Livingston                |
| Airdrie United      | 2:0      | Raith Rovers                 |
| FC Falkirk          | 3:1      | FC Stenhousemuir             |
| Ayr United          | 1:0      | Inverness Caledonian Thistle |
| Queen of the South  | 3:0      | Forfar Athletic              |
| Greenock Morton     | 3:4      | FC St. Mirren                |
| Hamilton Academical | 1:2      | Ross County                  |
| FC Clyde            | 0:4      | FC Motherwell                |
| FC Aberdeen         | 1:0      | FC Dundee                    |

## 3. Runde
Ausgetragen wurden die Begegnungen am 20. und 21. September 2011.
|                  | Ergebnis              |                     |
| ---------------- | --------------------- | ------------------- |
| FC St. Johnstone | 0:2                   | FC St. Mirren       |
| Ross County      | 0:2                   | Celtic Glasgow      |
| FC Kilmarnock    | 5:0                   | Queen of the South  |
| FC Falkirk       | 3:2                   | Glasgow Rangers     |
| FC Motherwell    | 2:2 n. V. (6:7 i. E.) | Hibernian Edinburgh |
| Ayr United       | 1:1 n. V. (4:1 i. E.) | Heart of Midlothian |
| FC Aberdeen      | 3:3 n. V. (3:4 i. E.) | FC East Fife        |
| Airdrie United   | 0:2                   | Dundee United       |

## Viertelfinale
Ausgetragen wurden die Begegnungen am 25. und 26. Oktober 2011.
|                | Ergebnis              |                     |
| -------------- | --------------------- | ------------------- |
| Dundee United  | 2:2 n. V. (4:5 i. E.) | FC Falkirk          |
| Celtic Glasgow | 4:1                   | Hibernian Edinburgh |
| Ayr United     | 1:0                   | FC St. Mirren       |
| FC Kilmarnock  | 2:0                   | FC East Fife        |

## Halbfinale
Ausgetragen wurden die Begegnungen am 28. und 29. Januar 2012.
|            | Ergebnis  |                |
| ---------- | --------- | -------------- |
| FC Falkirk | 1:3       | Celtic Glasgow |
| Ayr United | 0:1 n. V. | FC Kilmarnock  |

## Finale
| Celtic Glasgow                                                  | Celtic Glasgow | FC Kilmarnock | FC Kilmarnock |
| --------------------------------------------------------------- | --- | --- | ------------- |
| Celtic Glasgow                                                  | \| 18. März 2012 um 15:00 Uhr (Ortszeit) in Glasgow (Hampden Park) \| \| Ergebnis: 0:1 (0:0) \| \| Zuschauer: 49.572 \| \| Schiedsrichter: William Collum \| \| Spielbericht \|                                                                                         | \| 18. März 2012 um 15:00 Uhr (Ortszeit) in Glasgow (Hampden Park) \| \| Ergebnis: 0:1 (0:0) \| \| Zuschauer: 49.572 \| \| Schiedsrichter: William Collum \| \| Spielbericht \|                                                                                   | FC Kilmarnock |
| Celtic Glasgow                                                  | Fraser Forster – Adam Matthews, Thomas Rogne (56. Ki Sung-yong), Kelvin Wilson, Charlie Mulgrew – James Forrest, Victor Wanyama, Scott Brown , Joe Ledley (86. Kris Commons) – Anthony Stokes, Gary Hooper (80. Giorgos Samaras) Cheftrainer: Neil Lennon ( Nordirland) | Cammy Bell – James Fowler , Mahamadou Sissoko (86. Zdeněk Kroča), Michael Nelson, Ben Gordon – Liam Kelly, Danny Buijs (20. Lee Johnson), Gary Harkins (73. Dieter van Tornhout), Garry Hay, Dean Shiels – Paul Heffernan Cheftrainer: Kenny Shiels ( Nordirland) | FC Kilmarnock |
| Celtic Glasgow                                                  | 0:1 van Tornhout (84.) | | FC Kilmarnock |
| Celtic Glasgow                                                  | Stokes | Johnson, Kelly | FC Kilmarnock |
| 18. März 2012 um 15:00 Uhr (Ortszeit) in Glasgow (Hampden Park) | | |               |
| Ergebnis: 0:1 (0:0)                                             | | |               |
| Zuschauer: 49.572                                               | | |               |
| Schiedsrichter: William Collum                                  | | |               |
| Spielbericht                                                    | | |               |